# حفنة تراب
حفنة من تراب (بالإنجليزية: A Handful of Dust)‏ هي رواية للكاتب البريطاني إيفلين وو. نُشرت للمرة الأولى في عام 1934، وعادةً ما تصنف إلى جانب الروايات الكوميدية الهجائية المبكرة للكاتب التي اشتهر بها في السنوات السابقة للحرب العالمية الثانية. ومع ذلك، فقد سلط المعلقون الضوء على ما يسودها من نبرات خفيضة جادة، واعتبروها عملًا انتقاليًا مهد لأعمال وو الخيالية الكاثوليكية ما بعد الحرب.
بطل الرواية هو توني لاست، مالك أراضٍ ريفي إنجليزي قانع ضحل التفكير، ينضم -بعد تعرضه للخيانة من قبل زوجته ورؤيته لأوهامه تتحطم واحدًا تلو الآخر- إلى بعثة متجهة إلى الأدغال البرازيلية، لكي يجد نفسه عالقًا في محطة حدودية نائية، سجينًا لدى شخص مجنون. أدخل وو عدة عناصر من السيرة الذاتية في الحبكة، من بينها هجران زوجته له مؤخرًا آنذاك. في عام 1933-1934، سافر متنقلًا في الداخل الأمريكي الجنوبي، واستخدم عددًا من الحوادث التي تعرض لها خلال الرحلة في روايته هذه. وقد استخدم وو مصير توني الاستثنائي في الأدغال قبل ذلك موضوعًا رئيسيًا لقصة قصيرة مستقلة نُشرت في عام 1933 تحت عنوان «الرجل الذي كان يحب ديكنز».
كان تلقي النقاد للكتاب متواضعًا أول الأمر، لكنه حظي بشعبية بين العامة ولم تتوقف طباعته. ثم تزايدت شهرة الكتاب في السنوات اللاحقة لنشره، ويُعتبر عمومًا واحدًا من أفضل أعمال وو، وورد أكثر من مرة ضمن قوائم غير رسمية لأفضل روايات القرن العشرين.
اعتنق وو الكاثوليكية الرومانية في عام 1930، وبعد ذلك اكتسبت كتاباته الهجائية العلمانية عداء بعض الجهات الكاثوليكية. لم يدخل مواضيع دينية صريحة في رواية حفنة من تراب، لكنه شرح لاحقًا أنه كان يقصد بكتابه أن يبرهن عبثية القيم الإنسانية، بعكس نظيرتها الدينية، ولا سيما الكاثوليكية. وقد حُول الكتاب إلى أعمال درامية إذاعية ومسرحية وسينمائية.
صدر الكتاب باللغة العربية بترجمة أسامة منزلجي عن دار المدى عام 2008.

## الحبكة
توني لاست نبيل ريفي، يعيش مع زوجته بريندا وابنه جون أندرو الذي يبلغ الثامنة من عمره في موطن أجداده، دير هيتون. المنزل محاكاة فيكتورية قوطية حديثة، يصفه كتاب دليل محلي بأنه «خالٍ مما يثير الاهتمام» عمرانيًا، وتصفه زوجته بأنه «بشع»، لكنه يشكل مصدر فخر توني ومتعته. ولكونه قانعًا تمامًا بالحياة الريفية، يبدو غير واعٍ بضجر بريندا وتبرمها المتزايد، وشذوذ ابنه المتنامي. تلتقي بريندا بجون بيفر، ورغم إدراكها لبلادته وتفاهته، تدخل في علاقة معه. تبدأ بريندا بقضاء أسابيعها في لندن، وتقنع توني بتمويل شقة صغيرة تستأجرها من والدة جون، السيدة بيفر، وهي مطورة عقارات عديمة الضمير. وعلى الرغم من كون الصلة الوثيقة بين بريندا وبيفر معروفةً تمامًا بين أصدقائهما في لندن، يبقى توني مفتونًا بزوجته وغافلًا عما تفعله؛ وتبوء محاولات بريندا وأصدقائها لإدخاله في علاقة مع عشيقة بالفشل الذريع.
تكون بريندا في لندن حين يلقى جون أندرو حتفه في حادثة ركوب خيل. وحين يقال لها «لقد مات جون»، تظن أول الأمر أن بيفر هو المقصود؛ وحين تعرف أن الحديث عن ابنها جون، تخون مشاعرها الحقيقية وتتلفظ مكرهةً بجملة «حمدًا لله!». بعد الجنازة، تخبر توني بأنها تريد الطلاق كي تستطيع أن تتزوج من بيفر. يتحطم توني حين يدرك مدى خداعها له، لكنه يوافق على حماية سمعتها الاجتماعية من خلال السماح لها بتطليقه، إضافة إلى موافقته على تقديم 500 جنيه استرليني سنويًا لها. وبعد إمضائه لعطلة أسبوع خرقاء لكنها محتشمة في برايتون برفقة مومس بهدف تزوير دليل للطلاق، يعرف توني من أخ بريندا بأنها باتت تطالب بألفي جنيه إسترليني سنويًا بتشجيع من بيفر، وهو مبلغ يتطلب منه أن يبيع هيتون. تتحطم أوهام توني، غير أن المومس تكون قد أحضرت طفلها معها، وبوسع الطفل إثبات أن توني لم يقترف الزنى، وبذلك يخفق الابتزاز. ينسحب توني من مفاوضات الطلاق، ويعلن عن نيته السفر مدة ستة أشهر. لدى عودته، يقول إن بوسع بريندا أن تحظى بالطلاق، لكن دون أي تسويات مالية.
بغياب احتمالية الحصول على أموال توني، يفقد بيفر الاهتمام ببريندا، التي ينتهي المطاف بها إلى أن تهيم على وجهها في الفقر دون هدى. وفي هذه الأثناء، يكون توني قد التقى بمستكشف، هو الدكتور مسنجر، وينضم إليه في بعثة استكشافية للبحث عن مدينة مفقودة مفترضة في غابات الأمازون. خلال الرحلة الجريئة، ينخرط توني في علاقة رومانسية على متن السفينة مع تيريز دو فيتريه، فتاة شابة يجعلها اعتناقها للكاثوليكية الرومانية تنأى عنه حين يخبرها أنه متزوج. وفي البرازيل، يُظهر مسنجر ضعفًا في مهاراته التنظيمية؛ إذ لا يستطيع السيطرة على أدلائه المحليين، الذين يهجرونه هو وتوني في مجاهل الأدغال. يتوعك توني، فيتركه مسنجر في زورقهم الوحيد ويذهب للبحث عن المساعدة، غير أن التيار يجرفه إلى شلال فيلقى مصرعه.
ينال هذيان الحمى من توني حتى ينقذه السيد تود، وهو مواطن من غيانا البريطانية ورب أسرة صغيرة في فسحة نائية من الأدغال. يتولى تود رعاية توني حتى يتماثل للشفاء. وعلى الرغم من كونه أميًا، يكون في حوزة تود نسخ من الأعمال الكاملة لتشارلز ديكنز، ويطلب من توني أن يقرأ له. وحين يسترد توني عافيته ويطلب من تود مساعدته للذهاب في طريقه، يتردد الرجل المسن في فعل ذلك مرارًا. تستمر القراءة، لكن الجو يصبح مهددًا بشكل متزايد إذ يدرك توني أنه محتجز ضد إرادته. وحين يصل فريق بحث إلى المستوطنة أخيرًا، يرتب تود الأمور كي يكون توني تحت تأثير العقار محجوبًا عن الأعين، ويجعل الفريق يصدق أن توني مات، ويعطيهم ساعته ليأخذوها إلى الوطن دليلًا. عندما يفيق توني، يدرك أن آماله في أن يُنقَذ قد ذهبت في مدارج الريح، وأنه قد حُكم عليه بأن يقرأ من أعمال ديكنز لآسره إلى أجل غير مسمى. في إنجلترا، يتقبل الناس خبر وفاة توني؛ ينتقل دير هيتون إلى أنسبائه، الذين يقيمون نصبًا تذكاريًا في ذكراه، وتتزوج بريندا من صديق توني، جوك غرانت مينزيز.

## تحويل الرواية إلى أشكال فنية أخرى
في 8 أبريل 1968، بث راديو بي بي سي 4 رواية حفنة من تراب على شكل مسرحية إذاعية، في سيناريو كتبه دينيس كونستاندوروس وأنتجه بريان ميلر. أدى كل من جاك واتلينغ وستيفاني بيتشام دورَي توني وبريندا، في حين أدى ريكس هولدزوورث دور السيد تود. وبُث عمل إذاعي جديد قائم على الرواية في مايو 1996 على جزأين، أدى فيه كل من جوناثان كولين وتارا فيتزجيرالد الدورين الرئيسيين. وفي نوفمبر 1982، أدى فريق تمثيلي متكافئ العمل على خشبة مسرح ليريك في هامرسميث، بإخراج مايك ألفريدز. وأطلِق فيلم سينمائي قائم على الرواية من إخراج تشارلز ستوريدج في عام 1988، أدى فيه جيمس ويلبي دور توني، وكريستين سكوت توماس دور بريندا، وجودي دينش دور السيدة بيفر، وأليك غينيس دور السيد تود.